# Eutelia instructa
Eutelia instructa är en fjärilsart som beskrevs av Walker 1863. Eutelia instructa ingår i släktet Eutelia och familjen nattflyn. Inga underarter finns listade i Catalogue of Life.